# Metaphidippus laetificus
Metaphidippus laetificus là một loài nhện trong họ Salticidae.
Loài này thuộc chi Metaphidippus. Metaphidippus laetificus được Arthur Merton Chickering miêu tả năm 1946.